# 費爾德魯鄉
47°17′N 24°36′E / 47.283°N 24.600°E
費爾德魯鄉（羅馬尼亞語：Comuna Feldru, Bistrița-Năsăud），是羅馬尼亞的鄉份，位於該國西北部，由比斯特里察-訥瑟烏德縣負責管轄，面積126平方公里，海拔高度371米，2007年人口7,712，人口密度每平方公里61人。